# Wenzel Johann Joseph von Paar

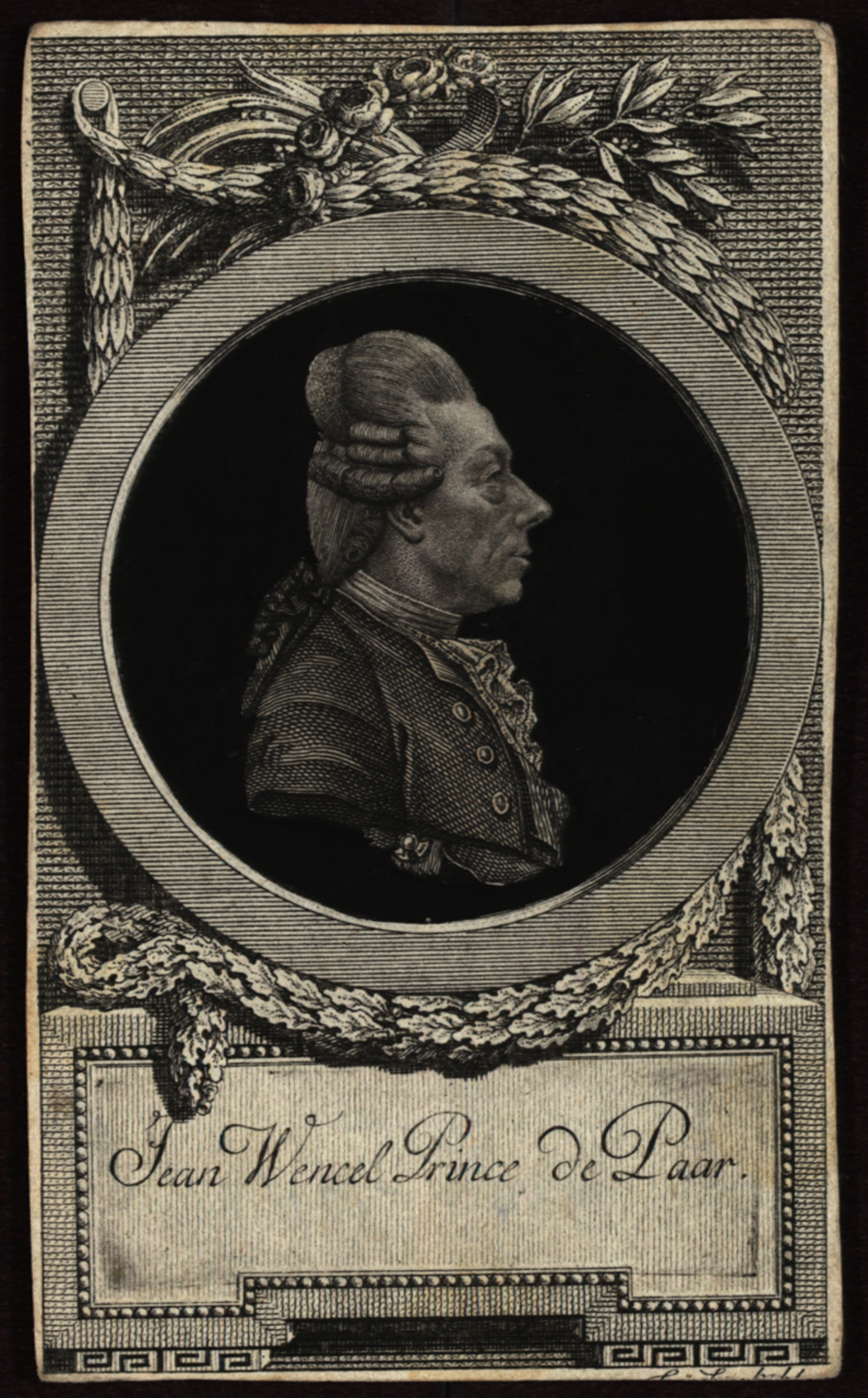
Fürst Wenzel Johann Joseph von Paar (1719–1792)

Fürst Wenzel Johann Joseph von Paar (* 7. August 1719; † 4. Juli 1792) war erster Fürst von Paar, k. k. wirklicher Rat, Kämmerer und oberster Reichs-, Hof- und General-Erblandpostmeister.

## Herkunft
Seine Eltern waren Graf Johann Leopold von Paar (1693–1741) und dessen Ehefrau Gräfin Maria Theresia von Sternberg († 29. März 1761).

## Leben
Nach dem Tod Karls VI. († 1740) bemühte er sich um Belehnung mit dem kaiserlichen Hof-Postamt, wurde aber abgelehnt. Da nun die Kaiserwürde nicht mehr beim Hause Österreich lag, war auch das Paar’sche Hof-Postamt erloschen. Stattdessen vergab der neue Kaiser Karl VII. das Postlehen an die Familie Taxis. Die Rechte wurden 1744 zum Thronlehen erhoben und zum Erb-General- und Oberst-Hofpostmeister genannt. Paar blieb zwar weiter Reichs-Hof-Postmeister, dies war aber nun endgültig nur noch ein repräsentatives Amt. Als am 6. Mai 1764 der k.u. Sankt-Stephans-Orden zum ersten Mal verliehen wurde, war er einer der ersten acht Kommandeure, später erhielt er auch noch das Großkreuz.
Bis 1769 erfolgten mehrere Versuche Paars das Amt zurückzuerhalten, aber vergeblich. Aber am 5. August 1769 wurde er in den erblichen Fürstenstand erhoben. Auch begleitete er April bis Mai 1770 die Braut Erzherzogin Marie Antoinette auf ihrem Weg nach Paris, wo sie den Kronprinzen Louis-Auguste de France heiraten sollte.

## Familie
Paar heiratete am 17. April 1743 Gräfin Antonia Theresia Maria Anna Walburga von Esterhazy (* 31. März 1719; † 12. März 1771). Das Paar hatte mehrere Kinder:
- Wenzel Chrisostomus Franciscus Antonius (* 27. Januar 1744; † 22. November 1812), 2. Fürst Paar[2] ⚭ 1768 Prinzessin Maria Antonia Josepha Theresia Walburga von und zu Liechtenstein (* 13. Juni 1749; † 28. Mai 1813), Tochter von Johann Nepomuk von Liechtenstein
- Leopold Joseph Wilhelm Guidobald Johann Nepomuk (1745–1745)
- Maria Theresia (* 8. Dezember 1747; † 21. Mai 1818) ⚭ 1765 Graf Johann Nepomuk von Buquoy (* 28. Juni 1741; † 12. April 1803)